# ریدربروخ
ریدربروخ (به هلندی: Rhederbrug) یک روستا در هلند است که در بلینگ‌وده واقع شده‌است. ریدربروخ ۱۳۵ نفر جمعیت دارد.